# José María Carreño
Jose Maria Carreño Blanco  (n. 19 martie 1792, Cua, Venezuela - d. 18 mai 1849, Caracas, Venezuela) a fost un militar și om politic, președintele Venezuelei în perioada 27 iulie 1835–20 august 1835 (interimar) și 20 ianuarie 1837-11 martie 1837 (interimar).